# Patrick McGoohan
Patrick Joseph McGoohan (ur. 19 marca 1928 w Nowym Jorku, zm. 13 stycznia 2009 w Santa Monica) – irlandzko–amerykańsko–brytyjski aktor, scenarzysta, reżyser i producent telewizyjny.
Laureat nagrody telewizyjnej BAFTA 1960 dla najlepszego aktora za rolę tajnego agena Johna Drake’a w serialu ITV Danger Man (1960–62, 1964–68). Dwukrotny zdobywca nagrody Primetime Emmy – dla najlepszego aktora drugoplanowego w serialu komediowym lub dramatycznym za rolę komendanta akademii wojskowej pułkownika Lyle’a C. Rumforda w odcinku serialu kryminalnego NBC Columbo (1974) – pt. „W świetle poranka” („By Dawn’s Early Light”) i za wybitny gościnny występ aktora w serialu dramatycznym za rolę szanowanego prawnika Oscara Fincha, zajmującego się morderstwami w telewizyjnym dramacie detektywistycznym ABC Columbo: Morderstwo w programie dnia (Columbo: Agenda for Murder, 1990).

## Życiorys
Urodził się w Astorii, w Queens w okręgu Nowego Jorku w rodzinie irlandzkich katolickich imigrantów, Rose McGoohan (z domu Fitzpatrick) i Thomasa McGoohana. Wkrótce po jego narodzinach rodzina wróciła do Irlandii, osiedlając się w rejonie Mullaghmore w Carrigallen w hrabstwie Leitrim. Siedem lat później przenieśli się do Anglii, osiedlając się w Sheffield w West Riding of Yorkshire. McGoohan uczęszczał do St Marie’s School przy Katedrze Najświętszej Marii Panny w Sheffield, następnie do szkoły katolickiej im. św. Wincenta i De La Salle College. Podczas II wojny światowej został ewakuowany do Loughborough, gdzie uczęszczał do Ratcliffe College w tym samym czasie co przyszły aktor Ian Bannen. McGoohan wyróżniał się w matematyce i boksie. Opuścił szkołę w wieku 16 lat i wrócił do Sheffield, gdzie pracował jako hodowca kurczaków, urzędnik bankowy i kierowca ciężarówki, zanim w 1945 wziął udział w amatorskim przedstawieniu Vincent’s Youth Club w Sheffield Duma i uprzedzenie jako Fitzwiliam Darcy. W 1947 McGoohan został przyjęty do Sheffield Playhouse. Kiedy jeden z aktorów zachorował, zastąpił go McGoohan, co zapoczątkowało jego karierę aktorską w roli Oscara Hubbarda w sztuce Lillian Hellman Lisie gniazdo (1951) czy Petruchio w komedii Williama Shakespeare’a Poskromienie złośnicy (1952).
Karierę rozpoczął w Wielkiej Brytanii w latach 1950–51 w Theatre Royal w Bath. W 1953 związał się z The Old Vic, gdzie zagrał Piotra Trofimowa w inscenizacji Wiśniowy sad Antona Czechowa i Pompejusza w tragedii Antoniusz i Kleopatra Williama Shakespeare’a. W 1954 McGoohan wystąpił na West Endzie w roli wikariusza Kościoła anglikańskiego oskarżonego o homoseksualizm w przedstawieniu Poważne oskarżenie. Po raz pierwszy wystąpił na małym ekranie w roli Williama E. Gladstone’a w jednym z odcinków serialu historycznego BBC Ty tam jesteś (You Are There, 1954) z Waltera Cronkite’a. Jego talent dostrzegł Orson Welles, który w 1955 obsadził go w roli Starbucka u boku Ahaba w dobrze przyjętym przedstawieniu Melville’a Moby Dick.
Wystąpił w roli angielskiego żołnierza w historycznym filmie przygodowym akcji Czarny książę (The Dark Avenger, 1955) u buku Errola Flynna, jako strażnik na drzwiach w dramacie wojennym Michaela Andersona Nocny nalot (The Dam Busters, 1955), McIsaacs w melodramacie Roya Warda Bakera Passage Home (1955), Moor Larkin w dramacie przygodowym Terence’a Younga Zarak (1956) z Victorem Mature, Simon Breck w melodramacie Przypływ w południe (High Tide at Noon, 1957), Jess w dramacie kostiumowym Josepha Loseya Cyganka i dżentelmen (The Gypsy and the Gentleman, 1958) z Meliną Mercouri i Keithem Michellem, G. „Czerwony” Redman, kierowca ciężarówki 1 w dramacie kryminalnym noir Piekielni kierowcy (Hell Drivers, 1957) ze Stanleyem Bakerem i Andrew Miller w melodramacie przygodowym Kena Annakina Ani księżyc nocą  (Nor the Moon by Night, 1958).
Do Stanów Zjednoczonych przeniósł się w latach 70. i został zaangażowany przez Richarda Quine’a do roli agenta podatkowego Franka Longa, który pragnie zbić interes na handlu whisky, zanim zakaz sprzedaży alkoholu nie zostanie zdjęty w komediodramacie Bitwa o whisky (The Moonshine War, 1970) z Alanem Aldą. W 1985 na Broadwayu odniósł sukces sceniczny i otrzymał nominację do nagrody Theatre World za rolę Stewarta w spektaklu Paczka kłamstw (Pack of Lies).
19 maja 1951 zawarł związek małżeński z Joan Drummond. Mieli trzy córki: Catherine (ur. 31 maja 1952), Anne (ur. 1959) i Frances (ur. 1960).
Zmarł po „krótkiej chorobie” 13 stycznia 2009 w szpitalu w Santa Monica w Kalifornii.

## Wybrana filmografia

### Filmy
- 1968: Stacja arktyczna Zebra (Ice Station Zebra) jako David Jones
- 1970: Bitwa o whisky (The Moonshine War) jako Frank Long
- 1971: Maria, królowa Szkotów (Mary, Queen of Scots) jako Jakub Stuart
- 1976: Express Srebrna Strzała (Silver Streak) jako Roger Devereau
- 1977: Człowiek w żelaznej masce (The Man in the Iron Mask) jako Fouquet
- 1979: Ucieczka z Alcatraz (Escape from Alcatraz) jako Warden
- 1981: Skanerzy (Scanners) jako doktor Paul Ruth
- 1990: Columbo: Morderstwo w programie dnia (Columbo: Agenda for Murder, TV) jako Oscar Finch
- 1995: Braveheart. Waleczne serce (Braveheart) jako Król Edward I
- 1996: Fantom (The Phantom) jako ojciec Fantoma
- 1996: Czas zabijania (A Time to Kill) jako sędzia Omar Moose
- 1998: Columbo: Co z prochu powstało, w proch się obróci (Columbo: Ashes to Ashes, TV) jako Eric Prince
- 2002: Planeta skarbów (Treasure Planet) jako Billy Bones (głos)

### Seriale
- 1974: Columbo – odc. pt. „W świetle poranka” („By Dawn’s Early Light”) jako pułkownik Lyle C. Rumford
- 1975: Columbo – odc. pt. „Kryzys tożsamości” („Identity Crisis”) jako Nelson Brenner (także reżyseria)
- 1976: Columbo – odc. pt. „Ostatni toast za komandora” („Last Salute to the Commodore”) – reżyseria
- 1987: Napisała: Morderstwo (Murder, She Wrote) – odc. pt. „Świadek obrony” („Witness for the Defense”) jako Oliver Quayle
- 2000: Simpsonowie (The Simpsons) – odc. pt. „Komputer nosił groźne buty” („The Computer Wore Menace Shoes”) jako Numer sześć (głos)
- 2001: Columbo – odc. pt. „Śmiertelna partytura” („Murder with Too Many Notes”) – reżyseria